# Resolutie 1602 Veiligheidsraad Verenigde Naties
Resolutie 1602 van de Veiligheidsraad van de Verenigde Naties werd unaniem door de Veiligheidsraad van de Verenigde Naties aangenomen op 31 mei 2005 en verlengde de vredesmissie in Burundi met een half jaar.

## Achtergrond
Na Burundi's onafhankelijkheid van België in 1962 werd het land een monarchie. In 1966 werd de koning in een staatsgreep vervangen door een president. Toen de voormalige koning in 1972 vermoord werd brak een burgeroorlog uit tussen Tutsi's en Hutu's in het land. Daarna losten de dictators elkaar met opeenvolgende staatsgrepen af. Begin 1994 kwam de president samen met zijn Rwandese collega om het leven toen hun vliegtuig werd neergeschoten. Daarop brak in beide landen een burgeroorlog uit tussen Hutu's en Tutsi's waarbij honderdduizenden omkwamen. In 2000 werd een overgangsregering opgericht en pas in 2003 kwam die een staakt-het-vuren overeengekomen met de rebellen. In juni 2004 kwam een VN-vredesmacht die tot 2006 bleef. Hierna volgden echter wederom vijandelijkheden tot in augustus 2008 opnieuw een staakt-het-vuren werd getekend.

## Inhoud

### Waarnemingen
Alle partijen in Burundi werden nog eens opgeroepen zich aan het Vredes- en Verzoeningsakkoord van Arusha te houden om de overgang van het land succesvol te beëindigen en vrije eerlijke verkiezingen te houden. Op 28 februari had de bevolking via een volksraadpleging de nieuwe grondwet van Burundi goedgekeurd.
Op 15 mei had de president met de leider van de FNL-rebellen een akkoord getekend waarin ze toezegden de vijandelijkheden onmiddellijk te beëindigen, binnen de maand met een permanent staakt-het-vuren te komen en vreedzaam voort te onderhandelen.
Voorts was het beëindigen van het klimaat van straffeloosheid in het Burundi en het Grote Merengebied essentieel om duurzame vrede op te bouwen in die regio.

### Handelingen
De Veiligheidsraad verlengde het mandaat van de ONUB-vredesmissie tot 1 december. Alle partijen werden opgeroepen zich harder in te zetten voor de overgang, verzoening en stabiliteit van het land. Ten slotte werd de secretaris-generaal gevraagd de Raad op de hoogte te houden over de situatie in Burundi en de tegen de straffeloosheid ondernomen acties.

## Verwante resoluties
- Resolutie 1545 Veiligheidsraad Verenigde Naties (2004)
- Resolutie 1577 Veiligheidsraad Verenigde Naties (2004)
- Resolutie 1606 Veiligheidsraad Verenigde Naties
- Resolutie 1641 Veiligheidsraad Verenigde Naties

Lijst ·  1581 ·  1582 ·  1583 ·  1584 ·  1585 ·  1586 ·  1587 ·  1588 ·  1589 ·  1590 ·  1591 ·  1592 ·  1593 ·  1594 ·  1595 ·  1596 ·  1597 ·  1598 ·  1599 ·  1600 ·  1601 ·  1602 ·  1603 ·  1604 ·  1605 ·  1606 ·  1607 ·  1608 ·  1609 ·  1610 ·  1611 ·  1612 ·  1613 ·  1614 ·  1615 ·  1616 ·  1617 ·  1618 ·  1619 ·  1620 ·  1621 ·  1622 ·  1623 ·  1624 ·  1625 ·  1626 ·  1627 ·  1628 ·  1629 ·  1630 ·  1631 ·  1632 ·  1633 ·  1634 ·  1635 ·  1636 ·  1637 ·  1638 ·  1639 ·  1640 ·  1641 ·  1642 ·  1643 ·  1644 ·  1645 ·  1646 ·  1647 ·  1648 ·  1649 ·  1650 ·  1651